# 被治者の同意
被治者の同意（ひちしゃのどうい、英: Consent of the governed、西: Consentimiento de los gobernados、中: 被治者的同意）とは、公権力・国家権力を行使する政府の正統性や道義性は、その権力が行使される対象である人民ないし社会によって同意される場合にのみ正当化かつ合法化される、という、政治哲学における概念である。
この「同意」の理論は、歴史的に王権神授説と対立し、また、植民地主義の正統性に対峙するものとして頻繁に提唱されて来た。
国際連合の世界人権宣言（1948年）第21条は、「人民の意思は、統治の権力の基礎とならなければならない。」と述べている。

## アメリカ合衆国
「Consent of the governed（統治される者の合意）」という文言は、アメリカ合衆国独立宣言の全文に明記されている